# Demolition (virus máy tính)
Dismember (hay Demolition) là một vi-rút máy tính được phát hiện vào tháng 12 năm 1991. Nguồn gốc của vi-rút không rõ. Nó là một loại cư trú, nhiễm trực tiếp vào tập tin.COM, bao gồm COMMAND.com.